# James McClean
James Aaron McClean (Londonderry, Észak-Írország, 1989. április 22. –) ír labdarúgó, a Wigan Athleticben játszik szélsőként. Az ír válogatott tagjaként ott volt a 2012-es Európa-bajnokságon.

## Pályafutása

### Institute
McClean a Trojansban kezdett el futballozni, majd innen került az Institute ifiakadémiájára. 2007-ben került fel az első csapathoz, itt mindössze egy meccsen játszott, a Glentoran ellen. Ezután megkérte a csapat vezetőit, hogy engedjék el a profi szerződést kínáló Derry Cityhez.

### Derry City
2008 augusztusában, egy megnyert Ligakupa-meccsen debütált a Derryben. A bajnokságban 2008. szeptember 8-án, a Cork City ellen mutatkozott be. A következő három évben összesen 73 bajnoki mérkőzésen lépett pályára és 18 gólt szerzett.

### Sunderland
McClean 2011. augusztus 9-én, 350 ezer fontért igazolt a Sunderlandhez. Három évre szóló szerződést írt alá a csapattal. A csapat akkori menedzsere, Steve Bruce elmondta, a jövőben fontos szerepet szán neki, de karácsonyig minden bizonnyal csak a tartalékok között játszhat. A tartalék csapatban remekül ment neki a játék, rögtön az első meccsén, a Newcastle United ellen betalált. Jó teljesítménye miatt többször is leülhetett a kispadra az első csapat meccsein, de Bruce irányítása alatt nem kapott játéklehetőséget.
Martin O’Neill érkezése után már fontosabb tagja lett a csapatnak. 2011. december 11-én, a Blackburn Rovers ellen bemutatkozhatott a Sunderland első csapatánál. A második játékrészében állt be csereként Jack Colback helyére. 2012. január 1-jén, a Manchester City ellen 1-0-ra megnyert bajnokin már kezdőként kapott lehetőséget. Első gólját két nappal később, a Wigan Athletic ellen szerezte. Január 8-án, az FA Kupában a Peterborough United ellen is betalált, és egy gólpasszt is adott Sebastian Larssonnak. 2012. március 23-án 2015 nyaráig meghosszabbította szerződését a csapattal. Egy nappal később góllal és gólpasszal vette ki a részét a Queens Park Rangers 3-1-es legyőzéséből. A 2011/12-es szezon végén őt választották meg a Sunderland legjobb fiatal játékosának.

## Válogatott
McClean hét alkalommal szerepelt az U21-es északír válogatottban. 2011. július 26-án a felnőtt csapatba is behívták, de ő úgy döntött, inkább az ír válogatottban szeretne szerepelni. A Sunderlandbe való berobbanása után Giovanni Trapattoni szövetségi kapitány is felfigyelt rá. 2012. február 29-én, egy Csehország elleni barátságos meccsen debütált az ír válogatottban. Kezdőként először május 26-án, Bosznia-Hercegovina ellen  játszhatott.
Bekerült az ír válogatott 2012-es Eb-re utazó keretébe. A tornán egy mérkőzésen, a spanyolok elleni csoportmeccsen kapott lehetőséget.

## Sikerei, díjai

### Klubcsapatban

#### Derry City
Derry City
- Ír másodosztály
  - Bajnok: 2010

Wigan Athletic
- League One
  - Bajnok: 2021–22

## Fordítás
- Ez a szócikk részben vagy egészben  a   James McClean című angol Wikipédia-szócikk fordításán alapul.  Az eredeti cikk szerkesztőit annak laptörténete sorolja fel. Ez a jelzés csupán a megfogalmazás eredetét és a szerzői jogokat jelzi, nem szolgál a cikkben szereplő információk forrásmegjelöléseként.

## Külső hivatkozások
- James McClean pályafutásának statisztikái a Soccerbase oldalon (angolul)

- James McClean adatlapja a Sunderland honlapján

1. ↑  https://www.fifacm.com/player/198489/james-mcclean